# Xinminosaurus
Xinminosaurus is een geslacht van uitgestorven cymbospondylide ichthyosauriërs, bekend uit het Midden-Trias (midden Laat-Anisien) van de provincie Guizhou, China.

## Etymologie
De geslachtsnaam is afgeleid van Xinmin, het district waar het fossiel werd gevonden, en het Griekse sauros, 'hagedis'. De soortaanduiding is afgeleid van het Griekse kataktes, 'breker', verwijzend naar een van de autapomorfieën van het taxon: de aanwezigheid van bolvormige en verticaal afgeplatte plettende tanden in het bovenkaaksbeen en de achterste dentaria.

## Ontdekking
Xinminosaurus is alleen bekend van het holotype GMPKU-P-1071, een bijna compleet skelet gedeponeerd in het Geologisch Museum van de Universiteit van Peking. Het werd verzameld uit de conodont Nicoraella kockeli biozone (Pelsonien van het Anisien), uit het bovenste deel van de Guanlingformatie. Het werd gevonden in de buurt van het dorp Yangjuan in het Xinmin-district, prefectuur Panxian. Maisch suggereerde dat Xinminosaurus een subjectief jonger synoniem zou kunnen zijn van Tholodus. Hoewel Jiang et alii Tholodus beschouwden als een mogelijk nomen dubium, verwierp Maisch deze mening en stelde dat Tholodus gemakkelijk herkend en gekenmerkt wordt door ondubbelzinnige dentaire autapomorfieën, zodat zelfs kaak- en tandfragmenten diagnostisch zijn, en het dus een geldig taxon is. Verder merkte hij op dat Tholodus duidelijk te onderscheiden is van alle andere bekende zeereptielen, behalve Xinminosaurus. Het enige verschil tussen de taxa, volgens Maisch, is dat exemplaren van Tholodus gemiddeld twee keer zo groot zijn als het holotype van Xinminosaurus.
Mulder en Jagt (2019) toonden aan dat de vermeende mosasauride Globidens timorensis geen mosasauriër is en in plaats daarvan een Xinminosaurus-achtige ichthyosauriër vertegenwoordigt.

## Beschrijving
Het holotype-exemplaar van Xinminosaurus heeft een totale lengte van 2,32 meter, terwijl de schedel negenentwintig centimeter lang is. De schedel is slecht bewaard gebleven, wat veel van zijn anatomie verhult. De tanden van Xinminosaurus missen vernauwingen. In de maxillae (bovenste tanddragende botten aan de achterkant) en achterste delen van de dentaria (onderste tanddragende botten) zijn ze bolvormig maar smal van links naar rechts. De vervangende tanden van deze botten bevonden zich niet in de pulpaholten, maar waren aanwezig als een tweede rij tanden. De uiteinden van zijn kaken kunnen echter tandeloos zijn geweest, terwijl de tanden aan de voorkant van de dentaria kegelvormig zijn.

## Postcraniaal skelet
Xinminosaurus heeft in totaal honderdveertig wervels. Hiervan bevinden zich er ongeveer zestig vóór het heiligbeen, een zeer hoog aantal, vergelijkbaar met sommige andere ichthyosauriërs. Deze wervels worden gevolgd door drie sacrale wervels en zevenenzeventig (caudale) staartwervels. Net als bij andere ichthyopterygiërs is er een prominente buiging in het midden van de staart, waar de doornuitsteeksels naar voren hellen. Bij Xinminosaurus is de staart naar beneden gebogen in een hoek van vijfendertig graden, beginnend bij staartwervel achtendertig.
Elk schouderblad bestaat uit een breed, waaierachtig blad en een uitsteeksel dat het schoudergewricht vormt, gescheiden door een schacht. Deze schacht heeft een naar buiten gebogen ondereinde met een inkeping en strekt zich verder naar voren dan naar achteren uit. De schouderbladen zijn groter in de breedte dan in de lengte. Xinminosaurus heeft korte, brede sleutelbeenderen. De interclavicula (een centraal schouderbeen tussen de sleutelbeenderen) heeft geen achterwaartse tak.
De botten van de lange ledematen van Xinminosaurus zijn atypisch voor een ichthyosauriër. De opperarmbeenderen van Xinminosaurus dragen bladachtige uitsteeksels aan hun voorranden, een ichthyopterygisch kenmerk. Het middelste deel van de opperarmbeenderen is niet smaller dan de uiteinden van de botten. De onderste uiteinden van de ellepijp zijn erg groot, naar boven gebogen en zich meer dan halverwege langs de schachten uitstrekkend. Xinminosaurus heeft drie bovenste polsbotten, die rechthoekig van vorm zijn. Het ulnare is hiervan de grootste. Onderscheidende kenmerken in de pols van dit geslacht zijn onder meer de samensmelting van twee van de onderste polsbeenderen, distale carpalia drie en vier, en de afwezigheid van een benig eerste distale carpale. Het andere, tweede, distale carpale, is ongeveer elliptisch van vorm. Hoewel smaller, lijken de middenhandsbeentjes van Xinminosaurus op die van de niet-ichthyosaurische ichthyopterygische Utatsusaurus, waarbij de eerste de kortste is en de derde en vierde de langste. De eerste vier hebben de vorm van een zandloper terwijl de vijfde de vorm heeft van een nier. Het aantal kootjes in elke vinger in de voorvin is respectievelijk 3, 5, 5, 5 en 2, kleine aantallen voor een ichthyosauriër. De vingerkootjes zijn lang en in ieder geval de bovenste zijn zandlopervormig.
De bovenste en onderste botten van de achterpoten zijn korter dan die van de voorpoten. De bovenste uiteinden van de scheenbeenderen (botten van de voorste onderste achterpoten) zijn bijna twee keer zo breed als hun onderste uiteinden. Er zijn twee bovenste enkelbotten bij Xinminosaurus; het achterste (hielbeen) is groter dan het voorste (sprongbeen) en beide zijn vaag rond. De onderste enkelbeenderen lijken op de onderste polsbeenderen, met een afwezig distale tarsale een en gecombineerde distale tarsalia drie en vier. De middenvoetsbeentjes en teenkootjes zijn vergelijkbaar met de middenhandsbeentjes en de vingerkootjes in de voorvinnen, hoewel het exacte aantal kootjes in elke teen in de achtervinnen onbekend is.

## Fylogenie
Xinminosaurus is in de Cymbospondylidae geplaatst.